# 水村美苗
水村 美苗（みずむら みなえ、1951年 - ）は、日本の小説家、評論家。夫は東京大学経済学部名誉教授の岩井克人。
米国に長く滞在。夏目漱石『明暗』の続編として『続　明暗』(1990年)を創作し話題に。評論『日本語が亡びるとき　英語の世紀の中で』(2008年)も高く評価された。ほかに『本格小説』(2002年)など。

## 来歴・人物
東京都生まれ。母は八木義徳に師事して、78歳で初の自伝的小説『高台にある家』を上梓した水村節子（1922-2008）。父親の仕事の関係で12歳の時に渡米。ボストン美術学校、イェール大学フランス文学専攻、イェール大学大学院仏文科博士課程に在籍、ポール・ド・マンの教えを受ける。
プリンストン大学講師、ミシガン大学客員助教授、スタンフォード大学客員教授として、日本近代文学を教える。
プリンストン大学で教鞭を執る傍ら日本語で小説を書き始める。
夏目漱石の未完に終わった『明暗』の続きを書いた『續明暗』で、1990年芸術選奨新人賞を受賞。
欧文が部分的に混在する横書きの『私小説 from left to right』で、1995年野間文芸新人賞を受賞。
エミリー・ブロンテの『嵐が丘』を戦後日本を舞台に書き換えた『本格小説』で、2003年読売文学賞を受賞。
2009年には『日本語が亡びるとき』で小林秀雄賞を受賞し、同賞を夫婦でものにしたことになる。その時点ですべての単著が賞をとっている。
2012年、『新聞小説 母の遺産』で大佛次郎賞を受賞。

## 著書
- 『續明暗』筑摩書房 1990年 のち新潮文庫。ちくま文庫 2009年 ISBN 4480426094
- 『私小説 from left to right』 新潮社 1995年 のち新潮文庫。ちくま文庫 2009年 ISBN 4480425853
- 『本格小説』新潮社 2002年。新潮文庫 2005年 上 ISBN 4101338132 / 下 ISBN 4101338140
- 『日本語が亡びるとき 英語の世紀の中で』筑摩書房 2008年。増補・ちくま文庫 2015年 ISBN 4480432663
- 『日本語で読むということ』筑摩書房 2009年。ちくま文庫 2022年 ISBN 4480438017
- 『日本語で書くということ』筑摩書房 2009年。ちくま文庫 2022年 ISBN 4480438025
- 『新聞小説 母の遺産』中央公論新社 2012年。中公文庫 2015年 上 ISBN 4122060885 / 下 ISBN 4122060893
- 『大使とその妻』上下 新潮社 2024年9月

共著
- 辻邦生との往復書簡『手紙、栞を添えて』朝日新聞社 1998年、朝日文庫 2001年、ちくま文庫 2009年

### 英訳版
- A True Novel（本格小説）、ジュリエット・カーペンター(Juliet Winters Carpenter)訳、2013年
- The Fall of Language in the Age of English (日本語が亡びるとき 英語の世紀の中で) 吉原真里 およびカーペンター訳、2015年
- Inheritance from Mother（新聞小説 母の遺産）水村美苗、カーペンター訳、2017年

## 参考
- コトバンク